# Nyírpazony
Nyírpazony nagyközség Szabolcs-Szatmár-Bereg vármegye Nyíregyházi járásában. 1506 hektáros kiterjedésével a vármegye legkisebb közigazgatási területű nagyközsége.

## Fekvése
A megyeszékhely, Nyíregyháza északkeleti szomszédságában helyezkedik el, a város központjától 6 kilométerre.

### Megközelítése
Nyíregyházával és Nyírturával a 4-es főút köti össze (mindkét település irányába végig kiépült a kerékpárút is), a 403-as főút pedig kelet felől elkerüli, és így tehermentesíti a tranzitforgalom nagy része alól a központját.
Megközelíthető még Nyíregyháza-Oros felől a 4-es és 41-es főutakat összekötő 4101-es úton, valamint Nyíregyháza-Sóstóhegy felől két földúton, Kabalás községrész irányából.
A tömegközlekedési lehetőségeket a Volánbusz helyközi autóbuszjáratai biztosítják, amelyek többféle útvonalon közlekednek: a nyírpazonyi autóbusz-fordulóig, a község belterületére betérve, a 4-es számú főúton, illetve Kabalásba. A rendszeres összeköttetés leginkább Nyíregyházával biztosított, de közvetlen járatokkal elérhető többek között Nyírtura, Sényő, Nyírbogdány, Székely, Ramocsaháza, Baktalórántháza, Mátészalka, Kisvárda (utóbbi három csak a Székelyen át közlekedő járatokkal).
Vasútvonal nem érinti, így a legközelebbi vasúti csatlakozási lehetőséget Nyíregyháza vasútállomása kínálja, amely az autóbusz-állomás szomszédságában található, így buszjáratokkal könnyen elérhető.

## Története
A község területén már a bronzkorban is éltek emberek. A Jósa András Múzeum több száz tárgyat őriz itteni ásatásokból. Még 1970-ben is fordított ki egy mélyenszántó eke – gazdagon díszített – bronz baltát. A különböző korokból származó leletek annak bizonyítékai, hogy ez a hely mindig lakott volt.
A honfoglalás idejéből egy ezüstberakásos kengyel került elő, mely különlegesen szép díszítése miatt a millecentenáriumi országos kiállításon is szerepelt.
A honfoglaló magyarok szlávokat találtak itt. Valószínűleg tőlük ered a település elnevezése. Pagony, pazony, mocsaras területet jelent. (Feltehetően a mai szlovák főváros is így kaphatta nevét.) Ez a vidék ugyanis a Nyírség vizeinek múlt századi lecsapolásáig vadvizekben, mocsarakban bővelkedő terület volt. Más vélemények is vannak a név eredetéről, mivel a különböző korokban más-más alakban található leírva. (Pozdum, Posdom stb.) Érdekes módon az őslakosok között egyaránt találhatók Pazonyi és Pozsonyi családnevűek.
A község neve először 1282-ben fordul elő – latin nyelvű szövegben – Pason formában. Erre több dokumentum is hivatkozik a levéltárakban. Az eredeti pápai tizedjegyzék a leleszi káptalan mint hiteleshely birtokában volt. Onnan – a szerzetesrendek feloszlatásakor – a jászói prépostsághoz került. Innen ismeretlen időben Prágába vitték, hol már nem lelhető fel
.
A későbbi korokból sok írásos emlék maradt. Ezek közül néhány érdekesség: A tatárjáráskor két község volt, Kis-Pazony és Nagy-Pazony. Mindkettőt felégették. Ez a terület, a földcserék miatt, ma Oroshoz tartozik, az úgynevezett Várrét. Egyes kutatók ezen a részen földvár maradványait vélik felfedezni és ez szerepel a máig élő szájhagyományban is. (Oros egyébként a honfoglaló Oros vezértől kapta nevét).
A felégetés után a megmaradt lakosság, a kissé magasabban fekvő mai helyre települt, hol templomot is építettek. A pontos évszám nem ismert, de azt már írásos emlékek bizonyítják, hogy 1440-ben husziták szállták meg a falut és a templomot is elfoglalták. A kórus mellvédjén cseh nyelvű feliratot is hagytak, melyre az idősebbek még emlékeznek. Sajnos az ezerkilencszáz-harmincas években ezt lefestették, de bármikor restaurálható.
Ezt a mai református templomot a múlt században a katolikusok is használták.
A község rendezésekor szép park létesült a templom előtt és itt kialakított új utcát Blaha Lujzáról nevezték el.
Volt a községben – egymás után – több görög szertartású fatemplom (Egyes vélemények szerint már a honfoglalók is találtak itt fatemplomot). Ezek sorra leégtek, az utolsó kivételével, melyet 1934-ben bontottak le. Az idősebbek még emlékeznek rá. Batári László festőművész szép képe is megörökítette. A körülötte lévő temetőben voltak a pazonyi Elek család sírboltjai, sajnos már a temető nyomai sem lelhetők fel.
Az Elek család két kúriát is épített a faluban, melyből egy a mai református parókia. Építési stílusa török kori szokásokra utal. (Alap nélkül vízszintes gerendákra épült, nagyméretű vályogok, a falazatban vízszintesen elhelyezett gerendák stb.).
1848-ban sokan álltak a községből a szabadságharc zászlaja alá. Ennek leverésére érkezett cári csapatok 1849-ben a „Nagyhegyen” táboroztak. (Szeles domb – ma itt van a Szabadidő központ, melyet egy újságíró tájékozatlansága miatt ma Kabalási dombként emlegetnek.). A szabadságharcosok itt ellopták a hadipénztárt és valószínűleg elásták. A cári katonák ezért feldúlták a községet, de a pénzesládát nem találták meg. A katonák zsold nélkül nem akartak tovább menni. Lovas futár Kijevből hozott utánpótlást. A lakosság, mintegy száz évig, ásott a kincs után, némely helyen sok lyuk van a földben. Innen ered a Lyukas hegy elnevezés is.
Az oktatás a régi századokban a templomokban folyt. Ezt a lelkészek végezték. Az 1600-as évekből már tanítói lakásos épületekről is vannak emlékek. Egy ilyen épületet az 1950-es évek végén bontottak le. (Árpád u. 77.) Az építési stílus, a téglák jelzése és a faanyag állapota, mintegy 300 évesre tették az épületet. Ez volt a legrégebbi iskolaépület. Mellette épült 1927-ben az „új” református iskola. A régi görögkatolikus templommal szemben volt a tanítói lakásos iskola. Azt 1961-ben bontották le. Az „új” iskola, tanítói lakással 1926-ban épült. Az ötvenes években a lakást is tanteremmé alakították, majd 1958-ban – társadalmi munkával – két tanterem, nevelő szoba, iroda épült hozzá. Folytatólagosan épült hozzá egy egységet alkotva 1984-ben a tornatermes, emeletes iskola. Római katolikus iskola – bérelt épületben 1933-ban kezdte meg működését a községben és a görögkatolikus iskolával közös szervezetben, az államosításig 1948-ig állt fenn.
Az óvoda – szintén bérelt épületben – 1933-ban kezdte tevékenységét. 1934-ben felépült Liptay Jenő földbirtokos költségén, meghalt kislánya emlékére „Olga Óvoda”, mely többszöri bővítés után ma öt foglalkoztató teremmel, 300 adagos korszerű konyhával és az iskolai napköziseket és felnőtteket befogadó 160 férőhelyes étteremmel egészült ki. Napjainkban az „Aranyalma” nevet viseli. Az iskola, az óvoda és a könyvtár 2007-től öt éven át Színi Károly Általános Művelődési Központ néven közös szervezetben működött, majd 2012-ben a közoktatás átszervezése miatt különvált az Aranyalma Óvoda és a Színi Károly Magyar-Angol Két Tanítási Nyelvű Általános Iskola.
Művelődési ház nincs a községben. A harmincas évektől volt gazdakör, majd 1945-től művelődési otthon, de összedőlt. Az újjáépítése nem történt meg. Azóta az iskola ad helyet a közművelődésnek. Több öntevékeny művészeti csoport is van a községben, legrégibb az 1955-ben alakult nívódíjas népdalkör. A régi görögkatolikus templom helyett 1936-ban 300 férőhelyes új épült.

## Közélete

### Polgármesterei
- 1990–1993: Csikai Sándor (független)[4]
- 1993–1994: Vas Miklós (független)
- 1994–1998: Vas Miklós (független)[5]
- 1998–2002: Vas Miklós (független)[6]
- 2002–2006: Vas Miklós (független)[7]
- 2006–2010: Vas Miklós (független)[8]
- 2010–2014: Dubay László (független)[9]
- 2014–2019: Dubay László (független)[10]
- 2019–2024: Dubay László (független)[11]
- 2024– : Dubay László (független)[1]

## Műemlék épületek
- Református templom – késő gótikus eredetű, épült a 15. században (eredetileg katolikus templomnak), bővítve 1790-ben és 1880-ban.[12]
- Vályi-kúria (Vályi–Nánásy-kúria) – épült 1843-ban, késő klasszicista stílusban. A 21. században már nem használták, az elhanyagoltság miatt állapota folyamatosan romlott, életveszélyessé vált, 2015-ben elveszítette a műemléki védettségét, 2021-ben lebontották.[13][14][15]

## Neves nyírpazonyiak
A református templomban kötöttek házasságot 1848. február 24-én Blaha Lujza szülei: Reindl Sándor és Ponti Aloisa, mindketten pazonyi lakosok. Az anyakönyvi bejegyzés az orosi plébánián megtalálható.
Elek Ferenc 1819-ben született a községben. A kassai katonai iskola elvégzése után hamar kapta az egyre magasabb rendfokozatokat. A szabadságharcban már alezredes. A leveretés után bujdosott egy ideig, de elfogták és 15 évi várfogságra ítélték. Később kegyelmet kapott, de nem tért vissza a községbe, Hajdúdorogon halt meg.
Itt született 1829-ben Színi Sámuel tanító és Márczy Klára gyermekeként Színi Károly tanító, később író, költő, lapszerkesztő, néprajzkutató. Ő volt az első magyar nyelvű énektankönyv társszerzője. A szabadságharc után Budára költözött és itt tevékenykedett. Táncsics Mihály és Tompa Mihály baráti köréhez tartozott, Gyula fiának, ki szintén jeles író lett, Táncsics Mihály volt a keresztapja.
1904-ben itt született Kovács Mária festőművész, aki 1945-ig Temesvárott, majd Debrecenben élt. 2001-ben halt meg.
Egy másik festő is a község szülötte: Batári László. Ő kiváló művész, majd érdemes művész kitüntetést is kapott. A képzőművészeti főiskola elvégzése után Budapesten telepedett le. 1996-ban, halál előtt 10 nappal a Köztársaság Ezüstkeresztje kitüntetést érdemelte ki. A község parkja az ő nevét viseli.
Itt született Kovács Miklós céllövő Európa-bajnok, olimpikon és Kató Mihály a thai-box világbajnoka. 2016 októberétől a község sportlétesítményei az ő nevüket viselik.

## Népesség
A település népességének változása:
| Lakosok száma | 3403 | 3346 | 3338 | 3539 | 3719 | 3695 | 3719 |
|               | 2013 | 2014 | 2015 | 2021 | 2022 | 2023 | 2024 |

A 2011-es népszámláláson a nemzetiség, az anyanyelv, a családi vagy baráti közösségben használt nyelv legalább egyike alapján 2987 fő magyarnak vallotta magát, ami a válaszolók 98,1%-a, az összlakosság 86,7%-a.
2022-ben a lakosság 92,1%-a vallotta magát magyarnak, 0,3% németnek, 0,2% ukránnak, 0,1-0,1% cigánynak és románnak, 3,1% egyéb, nem hazai nemzetiségűnek (7,9% nem nyilatkozott; a kettős identitások miatt a végösszeg nagyobb lehet 100%-nál).

## Vallások, egyházak
- római katolikus – A 2011-es népszámláláson 670 fő, a lakosság 19,5%-a vallotta magát a felekezethez tartozónak (ez 119 fővel kevesebb, mint 2001-ben). 2022-ben 16,3% volt a római katolikusok aránya. Római katolikus templom nincs a községben (a jelenlegi református templom eredetileg katolikusnak épült, a 19. századig római katolikusok is használták), a település az orosi plébánia alá tartozik. A helyi görögkatolikus templom római katolikus szertartásoknak is helyt ad.
- görögkatolikus – A 2011-es népszámláláson 475 fő, a lakosság 13,8%-a vallotta magát a felekezethez tartozónak (ez 2001-hez képest 161 fős csökkenés). 2022-ben 12,2% volt görög katolikus. Az Istenszülő Oltalma templom 1930–35-ben épült, a parókia a templommal szemben található.
- református – A 2011-es népszámláláson 857 fő, a lakosság 24,9%-a vallotta magát a felekezethez tartozónak, ami relatív többséget jelent. (Ez 2001-hez képest 268 fős csökkenés). 2023-ban 23,6% volt református. A templomot a 15. század második felében építették, késő gótikus stílusban. 1550-ben még a katolikusok birtokolták. A települést újranépesítő reformátusok a 17. században valószínűleg fával bővítették a romos kőtemplomot. 1790-ben nyugati, 1806-ban keleti irányban bővítették, jelenlegi formáját 1923-ban nyerte el. A templom műemléki védelmet élvez. A parókia az egykori Elek-kúriából átköltözött a templommal szembe. Az egyház tartja fenn a Simeon Szociális Szolgáltató Központot, amely bentlakásos idősek otthonaként működik, valamint szociális étkeztetésről és házi segítségnyújtásról is gondoskodik.
- evangélikus – A 2011-es népszámláláson 76 fő, a lakosság 2,2%-a vallotta magát a felekezethez tartozónak (2001-hez képest nem jelentős változás, 5 fővel kevesebb). 2022-ben 2% volt református. Templom és parókia nincs a községben, a legközelebbi templom és egyházközség a nyíregyházi.
- egyéb felekezetek – Más vallási közösséghez, felekezethez tartozónak a 2011-es népszámláláson 91 fő, a lakosság 2,6%-a vallotta magát (ez 23 fővel több, mint 2001-ben). 2022-ben 1,9% tartozott más keresztény egyházakhoz. A legjelentősebb ezek közül a Hetednapi Adventista Egyház, amelynek imaháza van a községben. Ortodox kereszténynek és izraelita felekezethez tartozónak senki sem vallotta magát. A községben élő zsidókat 1944-ben elhurcolták. A régi zsidó temető a mostani 4-es számú főúttól északra, Kabaláson volt található.[17]
- A 2011-es népszámláláson vallási közösséghez nem tartozónak 320 fő (9,3%), ateistának 21 fő (0,1%) vallotta magát. A nem válaszolók száma 933 fő (27,1%) volt (2001-ben 199 fő vallotta magát egyházhoz nem tartozónak, 235 nem kívánt nyilatkozni, vagyis mindkét szám növekedett, különösen utóbbi). 2022-ben 7,8% mondta azt hogy nem tartozik egyházhoz, 35,8% nem válaszolt a kérdésre.[18]

## Testvérközségek
- Aknasugatag, Románia
- Nagygéres, Szlovákia